# اسیدکاری چاه

یک چاه قبل از اسید کاری

یک چاه بعد از اسید کاری

اسید کاری چاه (به انگلیسی: well acidizing) به عملی گفته می‌شود که در مخازن نفتی و گازی، در جهت افزایش نفوذ پذیری سنگ مخزن و افزایش دبی چاه نفت به کار می‌رود. پس از حفاری چاه در جهت زدودن مواد چسبندهٔ گل حفاری و همچنین از بین بردن تکه‌های سنگ مخزن که در چاه باقی مانده این عمل انجام می‌شود و به‌طور کلی روش کار به این صورت می‌باشد که اسید را که انواع مختلفی دارد در سر چاه آماده ساخته و به چاه تزریق می‌شود.معمولأ اسید کاری چاهها توسط فناوریلوله مغزی سیار صورت میگیرد.

## متدهای اسید زدن
۱. ماتریس اسید
۲. ایجاد شکاف و ترک در سنگ مخزن به وسیلهٔ اسید
۳. شستشو و تمیز کردن سنگ مخزن به وسیلهٔ اسید

## روش ماتریسی
در این روش اسید با فشار به داخل چاه پمپ می‌گردد. فشار پمپ کمتر از فشاری خواهد بود که ایجاد ترک و شکاف در سنگ مخزن می‌نماید. حتی المقدور تلاش این خواهد بود که اسید به تمام جوانب سنگ مخزن مجاور چاه برسد.

## شکاف در سنگ مخزن
هر جسمی قابلیت تحمل فشار را تا حد معینی دارد که سنگ مخزن نیز از همچین قاعده‌ای مثتثنی نمی‌باشد. در روش شکاف اسیدی، اسید با فشاری بیش از فشار قابل تحمل سنگ مخزن به چاه تزریق می‌شود و باعث ایجاد شکست در سنگ مخزن می‌شود. این شکاف خود نیز باعث افزایش دبی چاه خواهد شد.

## شستشو سنگ مخزن
این سیستم جهت شستشوی مواد زاید اندود شده بر سنگ مخزن استفاده می‌شود؛ که ساده‌ترین نوع اسیدکاری می‌باشد و معمولاً بعد از حفاری چاه و قبل از بهره‌برداری از این روش استفاده می‌شود.

## انواع اسید
۱. اسیدهای معدنی
- اسید کلریدریک HCL
- مجموع اسید کلریدریک و اسید فلوریدریک

۲. اسیدهای آلی
- اسید فرمیکH-COOH
- اسید استیکCH3-COOH

۳. اسیدهای پودر شده یا کریستال
- سولفامید اسیدsulfamic acid
- کلرواستیک اسید chloroacetic acid
- هیبرید اسیدها hybrid acid mixture

## فاکتورهای اسیدکاری
۱.فشار
۲.غلظت اسید
۳. درجهٔ حرارت
۴. نوع اسید
۵. تعادل شیمیایی
۶. نسبت سطح تماس سنگ مخزن به حجم اسید مصرفی
۷. جنس و مشخصات سنگ مخزن